# Рипуарская правда
Рипуарская правда (лат. Lex Ribuaria) — одна из так называемых варварских правд, памятник обычного права рипуарских франков (одно из германских племен).
Создавалась с VI по VIII век и отражает древние судебные обычаи для установления истины — ордалии, судебный поединок и некоторые другие, архаический суд, а также королевское законодательство (в основном в период правления короля Дагоберта I (629—639), а также начавшееся имущественное расслоение, появление частной собственности на землю и установление зависимости крестьян, укрепление королевской власти и усиление позиций церкви.